# Julia Barrow
Pour les articles homonymes, voir Barrow.
Julia Steuart Barrow, (née le 5 décembre 1956) est une historiene et universitaire britannique, spécialisée en histoire médiévale et ecclésiastique. Depuis 2012, elle est professeure d'études médiévales à l'université de Leeds et a dirigé l'Institut d'études médiévales de cette même université (2012-2016).

## Jeunesse et éducation
Barrow nait le 5 décembre 1956 dans le centre-nord de Londres, en Angleterre, de l'historien Geoffrey Barrow et de son épouse Heather Elizabeth Agnes Lownie. Elle fait ses études à la Westfield School, une école privée pour filles de Newcastle upon Tyne. Elle étudie l'histoire médiévale à l'université de St Andrews et obtient une maîtrise ès arts (MA) en 1978,. Elle entreprend ensuite des recherches de troisième cycle à l'université d'Oxford et obtient son doctorat (DPhil) en 1983. Sa thèse de doctorat s'intitule « Les évêques de Hereford et leurs actes 1163-1219 ».

## Carrière universitaire
Barrow est chercheuse à l'Université de Sheffield de 1982 à 1984, puis à la Fondation Alexander-von-Humboldt de 1984 à 1986. De 1986 à 1989, elle est chercheuse postdoctorale de la British Academy à l'Université de Birmingham. Puis, de 1989 à 1990, elle travaille pour le Victoria County History du Cheshire. De 1990 à 2012, elle est chargée de cours à l'université de Nottingham : elle est titularisée en 1999, puis promue maîtresse de conférences en 2004. En 2012, elle rejoint l'université de Leeds où elle est nommée professeure d'études médiévales. Elle dirige l'Institut d'études médiévales de 2012 à 2016.
Barrow est membre du Conseil de la Royal Historical Society. Depuis 2014, elle est membre du Comité mixte sur les chartes anglo-saxonnes. Depuis 2016, Barrow est rédactrice en chef de la revue Northern History.
Le 23 octobre 1997, Barrow est élue membre de la Society of Antiquaries of London (FSA). En juillet 2016, elle est élue fellow of the British Academy (FBA),. Elle est également membre de la Royal Historical Society (FRHistS).

## Publications
- St Wulfstan and his world, Aldershot, Ashgate, 2005 (ISBN 978-0754608028)
- Myth, rulership, church and charters: essays in honour of Nicholas Brooks, Aldershot, Ashgate, 2007 (ISBN 978-0754651208)
- Julia Barrow, The Clergy in the Medieval World: Secular Clerics, their Families and Careers in North-Western Europe, c.800–c.1200, Cambridge, Cambridge University Press, 2015 (ISBN 978-1107086388)
- Italy and early medieval Europe: papers for Chris Wickham, Oxford, First, 2018 (ISBN 978-0198777601)